# Mi Wanzhong
Mi Wanzhong ou Mi Wan-Chung ou Mi Wantchong, surnom : Zhongzhao, nom de pinceau : Youshi, est un peintre chinois des XVIe et XVIIe siècles originaire de la province du Shenxi. Il est né en 1570 et mort en 1628.

## Biographie
Mi Wangzhong est un peintre de paysages, de fleurs et très bon calligraphe. Il obtient le titre de prestigieux de jinshi aux examens triennaux de la capitale en 1595. Il peint des paysages dans le style de Ni Zan et des fleurs dans celui de Chen Shun (1485-1544). Comme son ancêtre Mi Fu, il aime collectionner des pierres aux formes étranges, d'où son nom de pinceau Youshi, l'ami des pierres.

## Musées
- Chicago (Art Institute of Chicago) :
  - Vue de rivière avec bâtiments et arbres entre les rochers, signé et daté 1621, couleurs légères.
- Osaka (mun. Art Mus.) :
  - Paysage, rouleau en longueur, encre sur papier.